# Berber Academie
De Berber Academie (Frans: Académie berbère; Kabylisch: Agraw imaziɣen) is een culturele vereniging die in 1966 in Parijs is opgericht door Mohand Arav Bessaoud en een groep jonge Kabyliërs, waaronder Ramdane Haifi. Deze groep bestond uit intellectuelen, kunstenaars en journalisten die onder andere streefden naar de ingebruikname van het Neo-Tifinagh. Uit vrees voor misbruik van de term "academie", werd de naam in 1967 aangepast naar Agraw Imaziɣen (Berberse Vergadering). Deze werd in 1978 ontbonden.

## Werken
De Berber Academie stelde een standaard Berber-alfabet voor op basis van het oude Tifinagh dat in Algerije nog bestond. Doel was om een millenia-oude schrijfcultuur nieuw leven in te blazen en tegelijk de nog bestaande Berbertalen schriftelijk te kunnen ontsluiten middels een standaard alfabet. Periodiek, en vaak in Tifinagh, publiceerde de organisatie het tijdschrift Imazighen.
De Berber Academie stelde ook het ontwerp voor van de Berberse vlag dat sinds 1998 de officiële vlag werd.